# Federico Chueca
Federico Chueca, celým jménem Pío Estanislao Federico Chueca y Robres, (5. května 1846, Madrid, Španělsko – 20. července 1908, Madrid) byl španělský hudební skladatel, který se proslavil svými zarzuelami, z nichž nejznámější je La Gran Vía (1886), kterou složil ve spolupráci s Joaquínem Valverde.

## Život a tvorba
Narodil se v Madridu jako syn domovníka. Jako osmiletý začal navštěvovat konzervatoř v Madridu, kde vynikal ve hře na klavír. Rodina jej však tlačila k tomu, aby studoval lékařství. V roce 1865 se zúčastnil studentské demonstrace, za co se dostal na tři dny do věznice San Francisco. Ve vězení zkomponoval valčík Lamentos de un preso (naříkání vězně), který později zinstrumentoval Francisco Barbieri a uvedl s velkým úspěchem. Díky tomu se Chureca proslavil jako skladatel.
Chueca se stal pianistou a vedl orchestr v Teatro Variedades. Složil množství skladeb, ve kterých ukázal svůj mimořádný talent pro melodii a rytmus.[zdroj?]